# Amon nos autes
Amon nos autes est un journal hebdomadaire clandestin fondé à Liège au début de janvier 1941.

## Fondation et durée de l'activité
Amon nos autes, qui fait référence à une expression wallonne signifiant « chez nous », a été fondé dès les premiers jours de 1941. Le service d'impression fonctionnait depuis 1940 pour la reproduction d'autres journaux et de tracts clandestins.
Louise Haye, Marie-Louise Breeur, René Slootmackers, Jean Humblet, Eugène Beauduin et Félix Feron ont participé à la fondation de ce journal. Le premier numéro, tiré à 500 exemplaires, est daté du 7 février 1941.
Trois équipes se succèdent. La première équipe fonctionne de début janvier à mars 1941. Sur dénonciation de Coenen, un rexiste, l'irruption le 24 mars 1941 de la Gestapo dans le local où se faisait l'impression met fin à l'activité de la première équipe. Le personnel de l'impression et une partie du personnel de la distribution sont arrêtés : Louise Haye, Marie-Louise Breeur, René Slootmackers, Jean Humblet, Léopold Guy, Henri Hoybergen, Hélène Hoybergen, Léon Julsonnet, Adolphe Burhenne, Jeanne Delwaide et Simone Fréchier. Après les premiers interrogatoires, Félix Feron est arrêté le 1er avril, au domicile familial. Lily Lafnet est arrêté le même jour, Jeanne Wathar le 5 avril et Marguerite Lang le 9 avril.
La deuxième équipe est mise en place par Eugène Beauduin. Il avait été convenu qu'au cas où des collaborateurs d'Amon nos autes seraient arrêtés par la police allemande, les autres membres de l'organisation continueraient à faire paraître la gazette clandestine de manière à disculper les personnes incarcérées. La campagne menée contre les traîtres du journal collaborationniste La Légia redouble d'ardeur. Après le troisième numéro, la situation s'avérait périlleuse. La deuxième équipe se mit donc au service d'un autre journal clandestin Le Courrier de la Meuse, auquel Jean Delville collaborait et servit d'agent de liaison.
La troisième équipe, groupée autour de Dieudonné Boverie, débute en juillet 1941. En janvier 1943, elle s'intègre à une organisation à plus grand rendement.

## Organisation de la première équipe

### Rédaction
Rédacteur en chef : Félix Feron dit Romainville, journaliste professionnel volontairement sans emploi dans la presse censurée.
Rédaction régulière : Eugène Beauduin, Léopold Guy, Hélène Hoybergen.
Rédaction occasionnelle : Winand Gorrissen, Nello Breteuil, Marcel Fabry, René Lieutenant, Marcel Jaspar.

### Mise en page et impression
Chef de service : Louise Haye.
Dessinateur-clicheur : Jean Humblet.
René Slootmackers, Marie-Louise Breeur.
Ces quatre personnes reproduisent aussi d'autres journaux clandestins : La Vérité et La Libre Belgique.

### Diffusion
Chef de service : René Slootmackers
Distribution principale : Marie-Louise Breeur, Félix Feron, Léopold Guy, Louise Haye, Henri Hoybergen, Jean Humblet.
Distribution secondaire : Eugène Beauduin, Adolphe Burhenne, Marguerite Lang, René Lieutenant.

### Aide et assistance
Henri Hoybergen, Jean Delville, Lily Lafnet, Auguste Buisseret, Léon Julsonnet, Jeanne Delwaide, Adolphe Burhenne, Marie Walthar, Marguerite Lang, Simone Frechier.

### Financement
Louise Haye, Marie-Louise Breeur, René Slootmackers, Félix Feron, Eugène Beauduin, Hoybergen, Léopold Guy, François Maréchal.

## Organisation de la deuxième équipe
Rédacteurs : Eugène Beauduin et Marcel Fabry.
Chargés du tirage : Jean Delville et Victor Prevot.
Diffusion : Eugène Beauduin, Marcel Fabry, Jean Delville et Victor Prevot.

## Troisième équipe
En juillet 1941, une troisième équipe se regroupe autour de Dieudonné Boverie, dont Marcel Bodart, Marcel Ferauche, Madame Ferauche-Marlet, Adelin Husson, Jules Husson, Gilbert Manguette et Jacques Mouton. Elle travaillera jusqu'en janvier 1943 sous le titre d'Amon nos autes.

## Condamnations concernant la première équipe
Le 31 mai a lieu le jugement de la cour martiale de Liège (O.F.K. 589). La reproduction d'une affiche révélant des renseignements sur les exercices d'embarquement en vue de l'invasion de l'Angleterre a été tenue cachée. Dans le cas contraire, il en aurait résulté une aggravation des condamnations : l'accusation d'espionnage.

### Personnes emprisonnées en Belgique
Jean Humblet est condamné à 5 ans de prison pour production et diffusion. Il s'évade de Merksplas en 1942. Il rejoint l'Armée belge au Congo puis sert dans la Brigade Piron. Guy Léopold est condamné à 2 ans et 6 mois pour diffusion constante, Léon Julsonnet à 2 ans et 1 mois pour aide et assistance à la production et à la diffusion, Marie Walthar à 1 an de prison pour production et diffusion, Lily Lafnet à 1 an de prison pour aide et assistance, Adolphe Burhenne à 10 mois pour détention de journaux anti-allemands, Marguerite Lang à 9 mois pour diffusion, Jeanne Delwaide à 3 mois pour possession de journaux anti-allemands et Simone Frechier à 3 mois pour production de tracts.

### Personnes déportées en Allemagne
Félix Feron est condamné à 8 ans de travaux forcés comme chef d'un complot contre la sécurité des troupes allemandes et pour production et diffusion continuelles de journaux germanophobes, Henri Hoybergen à 6 ans de travaux forcés pour diffusion continuelle de journaux germanophobes, Hélène Hoybergen à 4 ans de travaux forcés pour production et diffusion. Louise Haye, René Slootmackers et Marie-Louise Breeur sont condamnés à 5 ans de prison pour production et diffusion.

## Morts et exécutions
Henri Hoybergen, qui est infirmier, meurt le 1er mars 1945 à Butzbach, Rockenberg en Allemagne au lendemain de la libération à la suite de son dévouement à l'égard de ses compagnons de captivité décimés par une épidémie de typhus.
René Slootmackers meurt en captivité le 25 mars 1945 au bagne de Wolfenluïttel en Allemagne des suites de privations.
Jean Delville, membre des première et seconde équipe d'Amon nos autes et collaborateur du service de renseignement van Dest, est fusillé par les Allemands à la Citadelle, Liège le 24 juin 1943.
Marcel Bodart décède le 20 janvier 1945 au camp de Saxenhausen.
Marcel Ferauche est décapité à Cologne le 18 mars 1943. Sa mère, Madame Ferauche, née Marlet décède à 86 ans au camp de Ravensbruck.
Adelin Husson et son fils Jules sont abattus par les S.S. à Banel, Ardennes françaises, le 12 avril 1945.
Gilbert Manguette meurt au camp d'Offenburg le 12 avril 1945.
Jacques Mouton décède au camp de Lendrizen le 11 avril 1945.

## Séquelles
Marie-Louise Breeur refusa de travailler en Allemagne où elle avait été déportée. Elle sera longuement détenue dans les cachots du IIIe Reich et subira des mauvais traitements. Fin 1946, elle était toujours gravement malade à l’Hôpital militaire de Bruxelles.
Félix Feron, rapatrié le 16 juillet 1945, était complètement paralysé des membres inférieurs et des avant-bras. Il séjourne jusqu'au 16 juin 1946 dans des établissements hospitaliers.

## Sources
Documents du fonds d'archives de Félix Feron, Alfred Feron conservés par Denis Hannay.
- Amon nos autes. Rapport de 4 pages dactylographiées, rédigé par Félix Feron dont la signature est légalisée par l'Administration communale de Liège, le 18 septembre 1946.
- Historique du journal clandestin hebdomadaire : Amon nos autes. Rapport stencillé de 7 pages signé par Félix Feron.
- Historique d'Amon nos autes (suite). L'œuvre de la seconde équipe. Une page manuscrite de la main de Félix Feron, non datée.
- Historique du journal clandestin Amon nos autes (suite). L'œuvre de la seconde équipe. Rapport de 2 pages dactylographiées, daté du 14 septembre 1946, signé par Marcel Fabry et Eugène Beauduin, dont la signature est légalisée par l'Administration communale de Liège, le 19 septembre 1946.

Remarque : une partie de documents manuscrits précités ont été publiés dans La Presse Clandestine, Bulletin mensuel de l'Union Provinciale Liégeoise de la Presse Clandestine, n°3, mars 1947, n°4, avril 1947 et n°5, mai 1947, Liège.